# Simon Cognoulle
Jean-Simon Cognoulle est un sculpteur sur bois liégeois, né à Liège baptisé le 25 juillet 1687, et mort le 20 avril 1744

## Biographie
Simon Cognoulle est le fils de Dieudonné Cognoulle et d'Anne Polain. Il a été baptisé dans l'église Saint-Adalbert de Liège. Son parrain est un membre de la famille, Simon Cognoulle (mort en 1717), qui est qualifié dans l'acte de baptême de « professeur de philosophie au séminaire du Sérénissime évêque de Liège ».
Le mémorialiste Delvaux a écrit dans ses mémoires que « Cognoul avait fait son apprentissage sous Panhaye de Rendeux, qui avait marché sur les traces des anciens et dont on voit plusieurs bonnes figures dans nos églises ». Dans ses notes du chanoine Hamal (1744-1820), « Renier Panhay de Rendeux (1684-1733), né à Liège, élève de Maratta, peintre (1625-1713), et de Pierre Legros, parisien, sculpteur (1666-1719), variété qui procura un double talent à notre compatriote, mort à Liège, le 20 mai 1744 ». Renier Panhay est né en 1684 et ses première œuvres connues à Liège datent de 1712 et il a des élèves en 1716. Jean-Simon Cognoulle n'est pas allé à Rome pour se former à la sculpture.
Renier Panhaye de Rendeux a été le maître de Jean-Simon Cagnoulle. Ce dernier a épousé sa fille aînée, Élisabeth Rendeux, bien qu'il ait à peu près le même âge que son père. Sa femme avait été baptisée à l'église Saint-Adalbert, le 22 mai 1714. Elle est décédée en 1791. Il n'y a pas eu d'enfants de ce mariage.
Hilarion-Noël de Villenfagne d'Ingihoul a écrit dans ses Mélanges de littérature et d'histoire : Cognoul était un des bons sculpteurs en bas-relief de notre siècle ; après sa mort, arrivée il y a une trentaine d'années, on trouva chez lui six morceaux superbes de sa composition ; sa veuve les envoya à Bruxelles, & les fit voir à Son Altesse le Prince Charles, qui, juste appréciateur des beaux-arts en donna trois cents souverains .
Edmond Marchal précise : Vers 1730, florissait à Liège, Simon Cognoulle ou Coignoulle, qui s'était acquis une certaine réputation, surtout par des bas-reliefs dont quelques uns figuraient, dit Dartois, dans l'ancien palais des gouverneurs des Pays-Bas brabançons. D'après cet auteur, le Gouvernement craignant l'invasion des Français, les avaient fait placer sous les planches (planchers?) du palais ; mais ceux-di, dès leur arrivée, les découvrirent et les firent passer en Russie. Quelques-unes, cependant, leur ont échappé. J'en ai vu, ajoute-t-il, une partie dans ledit palais.
C'est en regardant l'esquisse du Jugement dernier exécuté par son maître dans l'église des Sœurs-de-Hasque qu'il a pensé qu'il pouvait la traiter en bas-relief. Renier Panhay l'a encouragé à faire des interprétations de même nature.

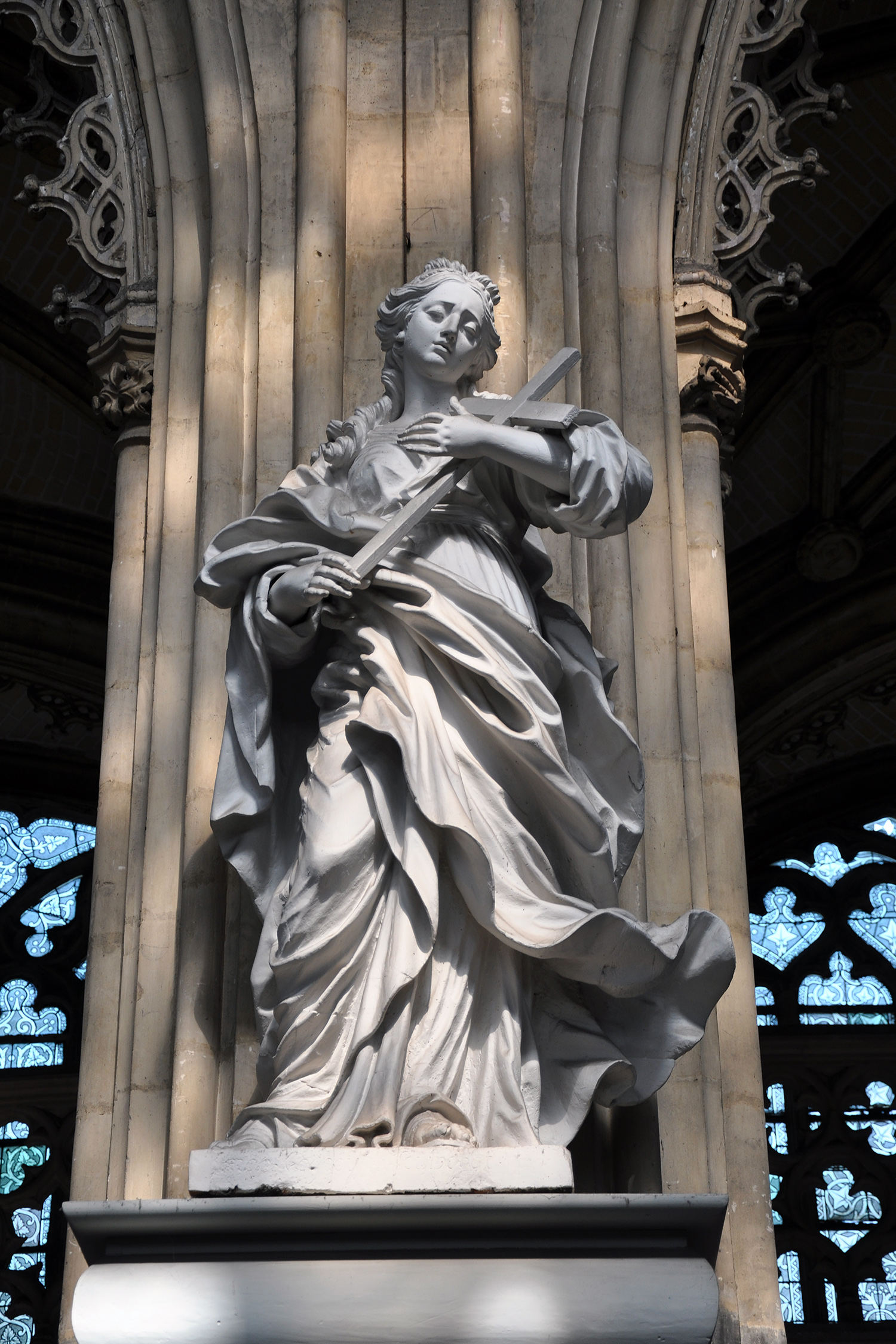
Sainte Marie-Madeleine ou sainte Hélène
Église Saint-Jacques de Liège.

Il a traité successivement Le Massacre des Innocents et L’Enlèvement des Sabines, d'après Le Guide, La Bataille des Amazones, d'après Rubens. Les bas-reliefs Josué arrêtant le soleil, Le Passage de la Mer rouge et un Second Massacre des Innocents a été vendu en 1745 par sa veuve au prince Charles de Lorrain.
Il a aussi réaliser des bas-reliefs d'après les tableaux des Batailles d'Alexandre peints par Charles Le Brun. La série des Batailles d'Alexandre a été mise en vente à l'hôtel Drouot en 1885. Elle a été acquise par un musée de Berlin pour 17 600 francs plus 500 francs de frais.
Il n'a pas fait que des bas-reliefs. Dans l'église Saint-Jacques de Liège se trouvent les statues de saint Lambert et sainte Madeleine commandées par l'abbé Nicolas Jacquet (1709-1741). Il avait sculpté la chaire de vérité de l'église Saint-Martin-en-Isle, et fait plusieurs travaux à l'église des Croisiers. Il a réalisé une statue de saint-Lambert pour la collégiale Notre-Dame de Dinant.
Il a formé Antoine-Marie Melotte, né à Liège le 5 septembre 1722, mort de dyssentrie le 5 octobre 1755, et Guillaume Évrard en 1736.